# Habilitats toves
Les habilitats toves, habilitats suaus (soft skills en anglès), també conegudes com a habilitats de poder, habilitats comuns o habilitats bàsiques, són habilitats aplicables a totes les professions. Aquests inclouen el pensament crític, la resolució de problemes, la parla en públic, l'escriptura professional, el treball en equip, l'alfabetització digital, el lideratge, l'actitud professional, l'ètica laboral, la gestió de la carrera professional i la fluïdesa intercultural. Això contrasta amb les habilitats dures, que són específiques de les professions particulars.
La paraula "habilitat" destaca la funció pràctica. El terme aïllat té un significat ampli i descriu una capacitat particular per completar tasques que van des de més fàcils com aprendre a llançar una pilota fins a altres més difícils com aprendre a ser creatius. En aquest cas concret, la paraula "habilitat" s'ha d'interpretar com la capacitat de desenvolupar accions difícilment controlables.

## Diferència respecte les habilitats dures
“Les habilitats dures [hard skills] inclouen la competència tècnica o administrativa”. Les habilitats toves s'utilitzen habitualment per "referir-se a la "banda emocional" dels éssers humans, en oposició al component de coeficient d'intel·ligència relacionat amb les habilitats dures". Les habilitats dures i toves solen definir-se com a conceptes o complements similars, i que demostra com aquests dos tipus diferents d'habilitats estan estrictament relacionats.
Les habilitats dures eren les úniques habilitats necessàries per a l'ocupació professional i generalment eren quantificables i mesurables a partir d'una formació, experiència laboral o entrevista. L'èxit a la feina semblava estar relacionat únicament amb la capacitat tècnica de fer tasques. Per aquest motiu, l'empresari i les empreses solien contractar noves persones en funció només de les seves competències objectives. Això explica per què avui dia les persones amb bones habilitats toves tenen una oferta més escassa que els treballadors amb bones habilitats dures.
En els sectors laborals que han experimentat un creixement ràpid, els empresaris han afirmat que els empleats recentment graduats tenen una bretxa de competències. Aquesta bretxa d'habilitats resideix entre les habilitats blanes i les habilitats dures, aquests empleats recentment graduats posseeixen les habilitats dures requerides i esperades, però els falten les habilitats toves.

## Crítiques
La discussió actual sobre les habilitats toves té relació amb les crítiques que alguns sociòlegs i sociolingüistes fan al sistema educatiu durant les últimes dècades del segle xx. Bourdieu, Bernstein o Labov destaquen els aspectes culturals (i sociolingüístics) que provoquen la reproducció de les classes socials i les desigualtats socials, per les diferents maneres d'expressar-se i comunciar-se, i el paper classificatori del sistema educatiu i de classes.
Tot i que les "habilitats toves" s'han ensenyat cada cop més als programes educatius d'arreu del món, alguns estudiosos han demostrat l'ús inconsistent del terme, així com les maneres en què s'utilitza per controlar, en lloc de potenciar, els empleats. Deborah Cameron, per exemple, apunta que l'atenció creixent a les habilitats de "comunicació" entre els proveïdors de serveis al Regne Unit ha limitat les formes d'expressió dels treballadors i ha produït codis de conversa uniformes. Kori Allan apunta que els programes d'integració estatals per a nous immigrants al Canadà utilitzen el focus en les habilitats toves perquè les persones adopten les normes culturals interpersonals de la societat canadenca. A la Xina, el Ministeri d'Educació ha intentat promoure l'autoexpressió i les habilitats comunicatives dels estudiants a costa de l'aprenentatge impulsat pels exàmens, tot i la dificultat per mesurar aquestes habilitats i, a més, el fet que aquestes capacitats s'identifiquen més fàcilment entre l'elit urbana més que accessible democràticament, ha reduït gran part d'aquests esforços. Tal com mostra Gil Hizi, en lloc de ser tractats com a habilitats objectivament reconegudes necessàries per al mercat laboral, les persones a la Xina que fomenten les habilitats toves es consideren més individualistes i cosmopolites en contrast amb les demandes de la seva cultura local.